# مرحلة خروج المغلوب في دوري أبطال أوروبا 2008–09
بدأت مرحلة خروج المغلوب لدوري أبطال أوروبا 2008–09 في 19 فبراير 2008، واختتمت في 21 مايو 2008 بالنهائي على ملعب لوجنيكي في موسكو. تضمنت مرحلة خروج المغلوب 16 فريقًا احتلوا المركزين الأول والثاني في كل مجموعة في مرحلة المجموعات.
الأوقات هي توقيت وسط أوروبا/توقيت وسط أوروبا الصيفي, كما هو مذكور من قبل الاتحاد الأوروبي لكرة القدم (الأوقات المحلية بين قوسين).